# Roger Swerts
Roger Swerts est un coureur cycliste belge, né le 28 décembre 1942 à Heusden.

## Biographie
Il fut professionnel de 1965 à 1978. Il a été coéquipier d'Eddy Merckx, mais il a eu également des succès individuels significatifs, en particulier en 1972, année durant laquelle il a excellé autant dans les épreuves d'un jour (Gand-Wevelgem, Grand-Prix des Nations, Trophée Baracchi) que dans celles par étapes (Tour de Belgique, Giro, Grande Boucle).

## Palmarès
- 1962
  - Classement général du Tour du Limbourg amateurs
  - 4ea étape du Tour de Liège
  - 5e étape du Tour de Pologne
  - 2e du Tour de Pologne
- 1963
  - Tour de Liège :
    - Classement général
    - 1rea, 1reb (contre-la-montre) et 3ea étapes

  - Sex-Dagars :
    - Classement général
    - 1re étape

  - 2e de Bruxelles-Hekelgem
  - 8e du championnat du monde sur route amateurs
- 1964
  - 2ea étape du Berliner Etappenfahrt (contre-la-montre)
  - Classement général de l'Étoile hennuyère
  - 3e étape du Tour du Limbourg amateurs
  - 10e étape du Tour de l'Avenir
  - Bruxelles-Evere
  - 3e du Berliner Etappenfahrt
- 1965
  - Tour des Flandres des indépendants
  - Grand Prix Victor Standaert
  - Bruxelles-Liège
  -  Médaillé de bronze du championnat du monde sur route
  - 3e du Grand Prix de Fourmies
- 1966
  -  Champion de Belgique interclubs[n 2]
  - 3e de la Flèche hesbignonne
  - 5e de la Flèche wallonne
  - 10e de Liège-Bastogne-Liège
- 1967
  - 3e de la Maaslandse Pijl
  - 4e des Quatre Jours de Dunkerque
- 1968
  - Grand Prix de Monaco
  - 6ea étape du Tour de Catalogne
- 1969
  - Championnat de Zurich
  - 5e du championnat du monde sur route
  - 6e de Liège-Bastogne-Liège
- 1970
  - Grand Prix de Hannut
- 1971
  - Tour du Brabant
  - Prix national de clôture
  - Classement général de la Cronostaffetta
  - 2e de Bruxelles-Ingooigem
  - 6e de Paris-Tours
  - 10e du championnat du monde sur route
- 1972
  - Tour de Belgique :
    - Classement général
    - 4e et 5eb (contre-la-montre) étapes

  - Gand-Wevelgem
  - Grand Prix de Forli
  - 12ea (contre-la-montre) et 12eb étapes du Tour d'Italie
  - Cronostaffetta :
    - Classement général
    - 1rea étape (contre-la-montre)

  - Trophée Baracchi (avec Eddy Merckx)
  - Grand Prix des Nations
  - 3e de la Flèche brabançonne
  - 4e de Liège-Bastogne-Liège
  - 6e du Tour des Flandres
  - 10e de la Flèche wallonne
- 1973
  - 5eb étape de Tirreno-Adriatico (contre-la-montre)
  - 2e étape du Tour de Belgique
  - 6ea étape du Tour d'Espagne
  - Prologue du Tour d'Italie
  - Classement général de la Cronostaffetta
  - Course des raisins
  - Flèche campinoise
  - 3e du Grand Prix de la ville de Camaiore
  - 7e de la Semaine catalane
  - 9e du Tour d'Espagne
- 1974
  -  Champion de Belgique sur route
  - Classement général du Tour de Belgique
  - Prologue, 8e et 12e étapes du Tour d'Espagne
  - Circuit de Niel
  - 10e du Tour d'Espagne
- 1975
  - Prologue du Tour d'Espagne
  - 2e du Circuit de Neeroeteren
  - 3e de À travers la Belgique
  - 7e de Paris-Roubaix
- 1976
  - 2e de Bruxelles-Biévène
  - 3e du Grand Prix de Hannut
  - 7e de l'Amstel Gold Race
- 1977
  - 2e du Circuit du Brabant central

## Résultats sur les grands tours

### Tour de France
7 participations
- 1965 : 40e
- 1966 : 63e
- 1967 : 55e
- 1969 : 44e
- 1970 : 24e
- 1971 : 35e
- 1972 : 14e

### Tour d'Italie
6 participations
- 1968 : 25e
- 1969 : non-partant (17e étape)
- 1970 : 53e
- 1971 : 21e
- 1972 : 16e, vainqueur des 12ea (contre-la-montre) et 12eb étapes
- 1973 : 20e

### Tour d'Espagne
3 participations
- 1973 : 9e, vainqueur de la 6ea étape
- 1974 : 10e, vainqueur du prologue et des 8e et 12e étapes,  maillot amarillo pendant 2 jours
- 1975 : 29e, vainqueur du prologue,  maillot amarillo pendant 2 jours